# Перемётное
Перемётное (каз. Переметное) — село в Казахстане. Административный центр Байтерекского района Западно-Казахстанской области, а также Перемётнинского сельского округа. Код КАТО — 274430100.
Село расположено в 40 км к западу от города Уральск на реке Деркул. Железнодорожная станция Перемётная.

## Население
В 1999 году население села составляло 4406 человек (2227 мужчин и 2179 женщин). По данным переписи 2009 года в селе проживало 4308 человек (2032 мужчины и 2276 женщин).
На начало 2019 года, население села составило 3754 человека (1860 мужчин и 1894 женщины).